# Pyrus pseudosyriaca
Pyrus pseudosyriaca är en rosväxtart som beskrevs av V.N. Gladkova. Pyrus pseudosyriaca ingår i släktet päronsläktet, och familjen rosväxter. Inga underarter finns listade i Catalogue of Life.